# Молодіжний театр на Фонтанці
Санкт-Петербурзький державний Молодіжний театр на Фонтанці (рос. Санкт-Петербургский государственный Молодёжный театр на Фонтанке) — театр в Санкт-Петербурзі. Художнім керівником театру є народний артист Росії Семен Співак.

## Історія

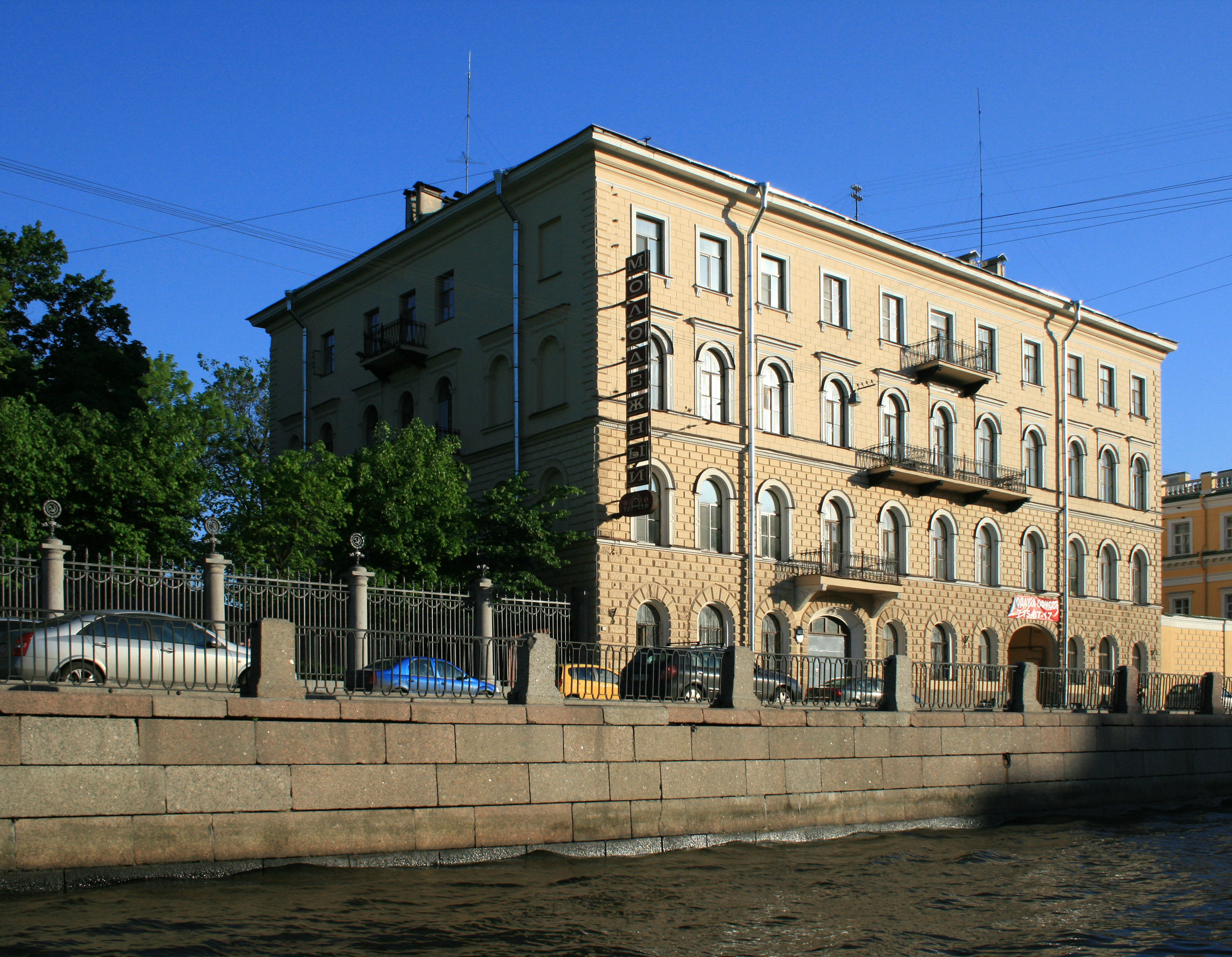
Будівля «Малої сцени» театру

Театр був заснований у 1979 режисером Володимиром Малищицьким. Першою постановкою театру стала вистава «Сто братів Бестужевих» за п'єсою Бориса Голлера.
У 1983 році Молодіжний театр очолив режисер Юхим Падве, учень Георгія Товстоногова.
З 1989 року керівником театру є Семен Співак.
У 2005 році було реконструйовано Літній театр Ізмайловського саду. 13 лютого 2010 року було відкрито «Велику сцену» театру. 
Після реконструкції театр став єдиним культурним простором, що включає в себе дві сцени та «зелене фоє». Перша будівля театру називається «Малою сценою», у новій розміщується «Велика сцена», Ізмайловський сад стали називати «Зелене фоє».
У 2011 році в театрі з'явилася традиція — закривати кожен сезон церемонією вручення внутрішньо театральної премії «Повний Кавіпс». Церемонія відбувається 14 червня — у день народження Семена Співака.

## Трупа театру
- Сергій Барковський
- Зоя Буряк
- Костянтин Воробйов
- Тетяна Григор'єва
- Наталя Дмитрієва
- Катерина Дронова
- Петро Журавльов
- Андрій Кузнецов
- Валерій Кухарешин
- Володимир Маслаков
- Ірина Полянська
- Олена Радевич
- Олена Соловйова
- Емілія Співак
- Олександр Строєв
- Наталя Суркова
- Катерина Унтілова
- Михайло Черняк
- Олександр Черкашин
- Андрій Шимко
- Дарина Юргенс (Лєснікова)
- Сергій Яценюк